# Giovanni Graber
Giovanni Graber, indicato anche come Hans Graber o Johann Graber (Valdaora, 26 marzo 1939 – Brunico, 20 dicembre 2024) è stato uno slittinista italiano, campione mondiale nella specialità del doppio a Krynica-Zdrój 1962.
Era fratello di Enrico (indicato anche come Erich), a sua volta slittinista di livello internazionale.

## Biografia
In carriera ha partecipato a due edizioni consecutive dei Giochi olimpici invernali: a Innsbruck 1964 si piazzò al ventitreesimo posto nel singolo e al quinto nel doppio con Giampaolo Ambrosi mentre a Grenoble 1968 fu dodicesimo nella gara individuale e ottavo in quella biposto in coppia con il fratello Erich.
Prese inoltre parte a numerose edizioni dei campionati mondiali, conquistato in totale due medaglie: una d'oro nel doppio a Krynica-Zdrój 1962 in coppia con Giampaolo Ambrosi e una di bronzo nel singolo a Davos 1965.

## Palmarès

### Mondiali
- 2 medaglie:
  - 1 oro (doppio a Krynica-Zdrój 1962);
  - 1 bronzo (singolo a Davos 1965).